# Nieserius
Nieserius is een geslacht van wantsen uit de familie van de Hebridae. Het geslacht werd voor het eerst wetenschappelijk beschreven door Zettel in 1999.

## Soorten
Het genus bevat de volgende soorten:

- Nieserius brachypterus Zettel, 1999
- Nieserius subaquaticus Zettel, 1999
- Nieserius tenuipes Zettel, 1999